# Маркет Харбъро
Маркет Харбъро (на английски: Market Harborough) е град в югоизточната част на област Лестършър - Ийст Мидландс, Англия. Той е административен и стопански център на община Харбъро. Населението на града към 2001 година е 20 127 жители.

## География
Маркет Харбъро е разположен в непосредствена близост до границата с област Нортхамптъншър в югоизточната част на община Харбъро. Най-големият град на областта - Лестър отстои на около 20 километра в северозападна посока. Прилежащите села Голям Боудън и Малък Боудън са се слели почти напълно с Маркет Харбъро, въпреки че първото запазва своята село-устройствена идентичност и излъчване.
На 18 километра западно от града преминава Магистрала М1, която е част от транспортния коридор север-юг (Лийдс - Шефийлд - Нотингам - Лестър - Лондон).

## Демография
Изменение на населението за период от две десетилетия 1981-2001 година:
| година    | 1981 | 1991   | 2001   |
| --------- | ---- | ------ | ------ |
| население | ---  | 16 563 | 20 127 |